# Hypomasticus julii
Hypomasticus julii är en fiskart som först beskrevs av Santos, Jegu och Lima, 1996.  Hypomasticus julii ingår i släktet Hypomasticus och familjen Anostomidae. Inga underarter finns listade i Catalogue of Life.